# منتخب أوكرانيا تحت 16 سنة لكرة القدم
منتخب أوكرانيا تحت 16 سنة لكرة القدم (بالأوكرانية: Юнацька збірна України з футболу)‏ هو ممثل أوكرانيا الرسمي في المنافسات الدولية في كرة القدم في فئة كرة قدم تحت 16 سنة للرجال، يديريه اتحاد أوكرانيا لكرة القدم.